# Cercopicesa
Cercopicesa is een geslacht van halfvleugeligen uit de familie schuimcicaden (Cercopidae). De wetenschappelijke naam van dit geslacht is voor het eerst geldig gepubliceerd in 2008 door Koçak & Kemal.

## Soorten
Het geslacht Cercopicesa omvat de volgende soorten:
- Cercopicesa chinai (Hacker, 1926)
- Cercopicesa tasmaniae (Lallemand, 1954)